# Osiedle Wojska Polskiego (Bielsko-Biała)
Osiedle Wojska Polskiego – osiedle mieszkaniowe położone w Bielsku-Białej, w dzielnicy Aleksandrowice. Zostało wybudowane w technologii wielkopłytowej w latach 1976–1980 według projektu Jerzego Skulimowskiego. Granice jednostki pomocniczej gminy o nazwie Osiedle Wojska Polskiego pokrywają się z urbanistycznymi granicami osiedla. W 2017 była ona zamieszkiwana przez 4975 osób.

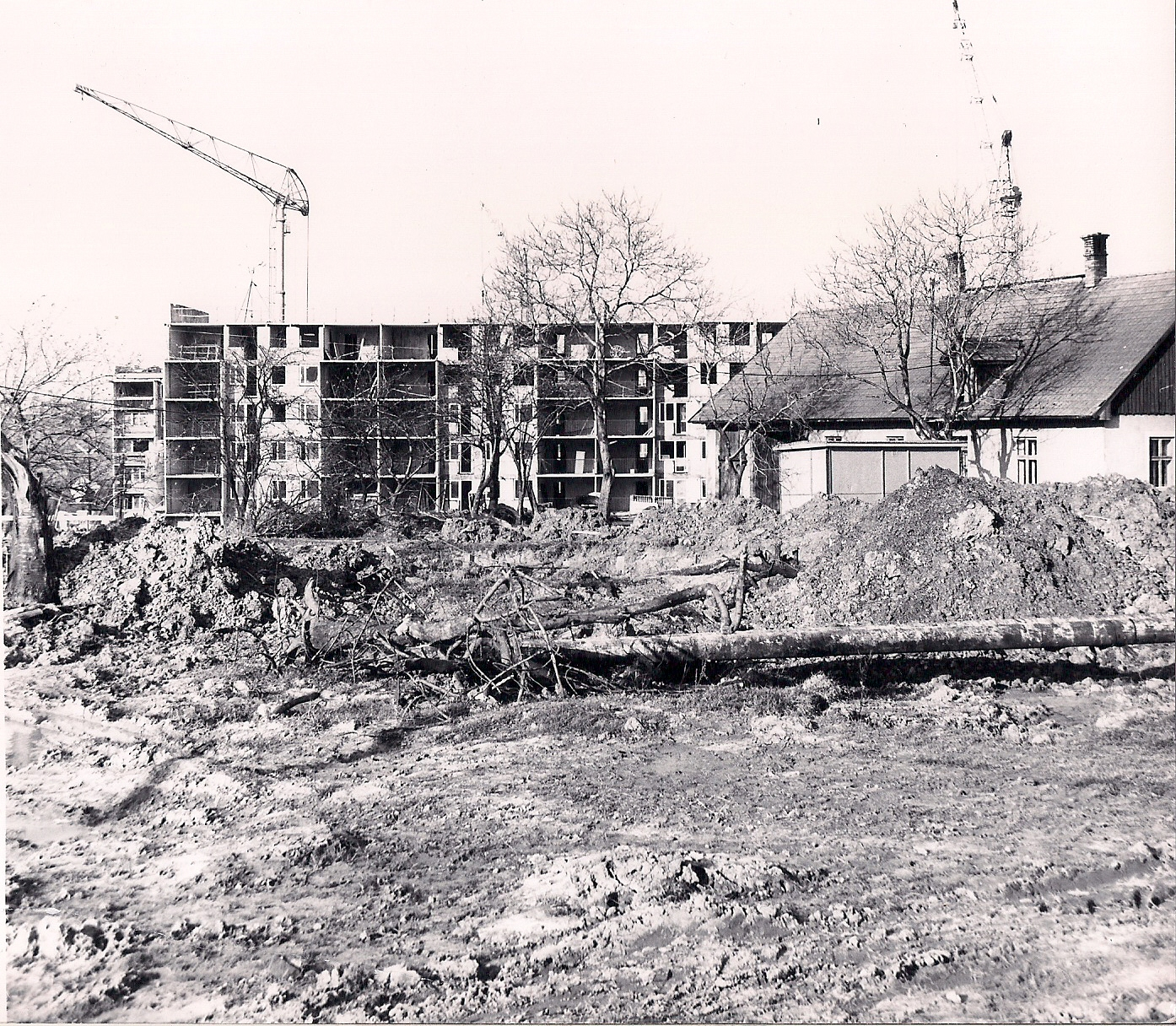
Budowa osiedla w latach 70.

Osiedle składa się z 21 bloków (dziewięć 11-kondygnacyjnych i dwanaście 5-kondygnacyjnych) ulokowanych pomiędzy linią kolejową nr 190 na północy, ulicą Stawową na wschodzie, ulicą Cieszyńską na południu i końcowym odcinkiem ulicy Spółdzielców na zachodzie, które uzupełniają pawilony handlowo-usługowe przy ulicy Stawowej i Spółdzielców, budynek Przedszkola nr 51 i Szkoły Podstawowej nr 1. W rejonie ulicy Dywizji Kościuszkowskiej występuje starsza zabudowa jednorodzinna, pośrodku osiedla znajduje się też cmentarz wojskowy założony na potrzeby garnizonu Bielsko w 1921. W jego sąsiedztwie wybudowano w 1999 Centrum Rehabilitacyjno-Readaptacyjne „Nadzieja”. 
Osiedle obsługuje (stan 2022) dwanaście linii autobusowych MZK Bielsko-Biała, z których sześć kursuje przez ulicę Spółdzielców, a sześć przez ulicę Cieszyńską. Ulica Cieszyńska stanowi drogę wylotową z miasta na zachodów, na przystanku Cieszyńska/Osiedle Wojska Polskiego zatrzymują się również autobusy Komunikacji Beskidzkiej i prywatnych przewoźników w kierunku Jaworza, Jasienicy, Cieszyna i Strumienia. W obrębie osiedla znajduje się niewykorzystywany od 2009 przystanek kolejowy Bielsko-Biała Aleksandrowice na trasie Bielsko-Biała – Cieszyn.
Nazwy ulic na osiedlu w większości nawiązują do pojęć związanych z historią Wojska Polskiego: 1 Armii Wojska Polskiego, Czwartaków, Dywizji Kościuszkowskiej, Podchorążych, Saperów.